# Лупа (оптика)

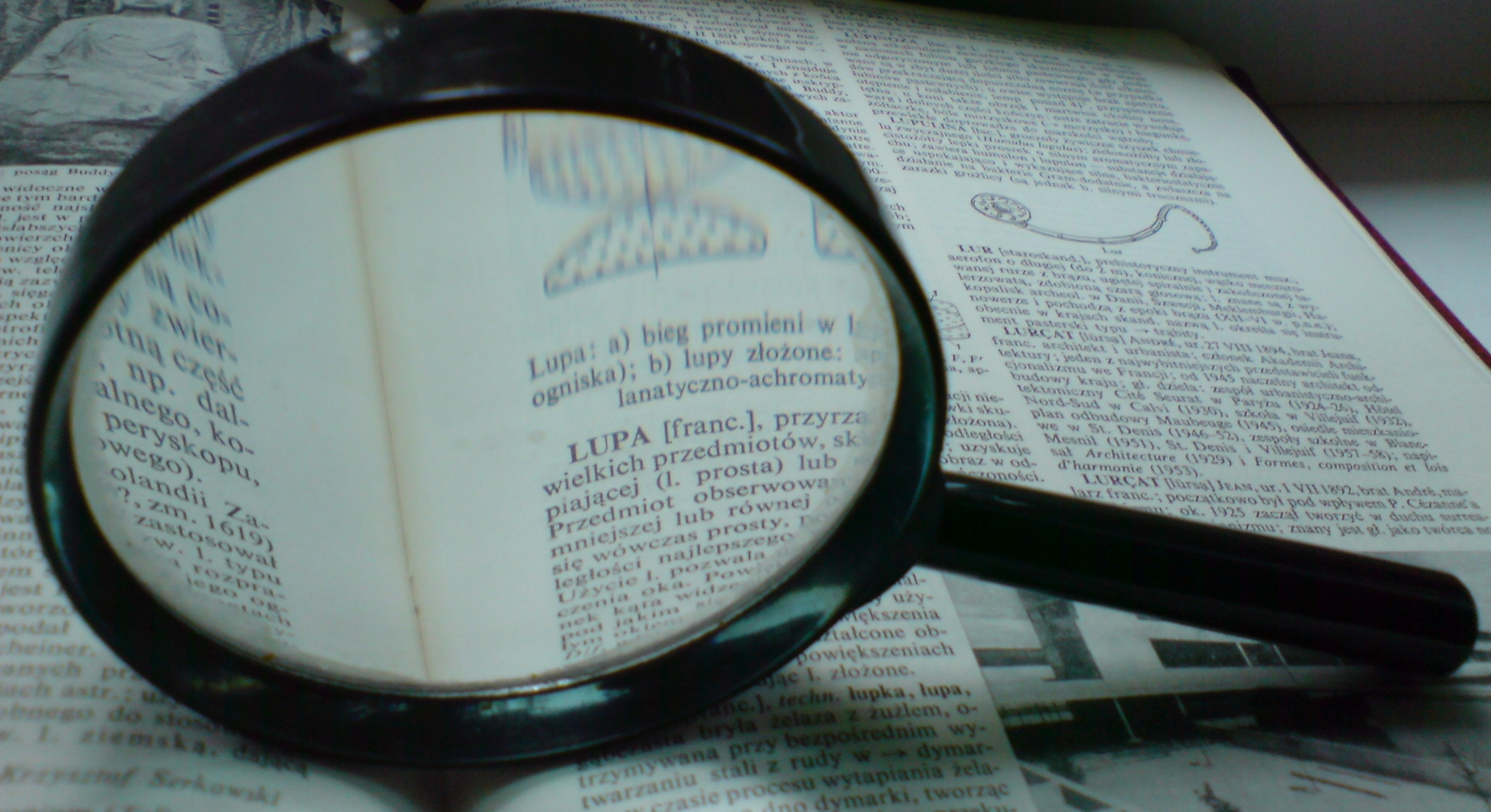
Звичайна лупа

Лу́па або збі́льшувальне скло (від фр. loupe, досл. «наріст, пухлина», можливо пов'язане з лат. lupa, досл. «вовчиця») — оптичний прилад (збиральна лінза або система лінз) для розглядання дрібних деталей. Лупу використовують у багатьох областях людської діяльності, зокрема у біології, медицині, археології, банківській і ювелірній справі, криміналістиці, при ремонті годинників та радіоелектронної техніки, а також у філателії, нумізматиці та боністиці.

## Класифікація

### За фізичними параметрами
Існує Міждержавний стандарт СРСР «ГОСТ 25706-83. Лупи. Типи, основні параметри. Загальні технічні вимоги»(1983), який був прийнятий 1984 року. Згідно з цим ГОСТу, розрізняють в залежності від значення основних параметрів лупи:
- малого збільшення
- середнього збільшення
- великого збільшення

в залежності від призначення:
- переглядові (для практичних потреб)
- вимірювальні (точніші за переглядові)
- зернові (для використання у аграрному виробництві)
- годинникові
- текстильні (або кравецькі)
- лупа для перегляду кадрів кіно- і фотоплівки
- лупа наскрізний наведення сполученого візира кінознімального апарату

### За конструкцією
В залежності від конструкції розрізняють:
- Ручна лупа — скло, опукле з двох сторін, яке вставлено в оправу. За допомогою ручної лупи можна побачити предмет збільшеним у 2-25 разів.[3]
- Штативна лупа збільшує предмети у 10-25 разів. У її оправу вставлені два збільшувальних скла, укріплені на підставці — штативі.[3] У мікробіології, медицині та інших наукових сферах знайшла своє застосування лупа штативна.[4]
- Лупа бінокулярна або «окуляри-лупа». Вона, завдяки конструктивним особливостям, призначена для пари очей. Найчастіше дві лінзи монтуються на знімному козирку чи іншому пристосуванні, що дозволяє наближати або віддаляти складові частини лупи від траєкторії напрямку погляду. Лінзи розташовані на відстані, що відповідає розташуванню очей людини, яка дивиться крізь них. Використовуються зазвичай у хірургії, філателії, ювелірному мистецтві, а також серед гравірувальників і чеканників найчастіше застосовується лупа бінокулярна.[4]
- Лупа настільна — лупа, яка кріпиться на струбцині, що стоїть на столі або прикріплена до нього.

За наявності підсвітлення лупи можна розділити на ті, у яких підсвітка є і на ті, у яких вона відсутня.

## Застосування

### Криміналістика
У криміналістиці лупа використовується при пошуках відбитків пальців та інших доказів.

### Ювелірна справа
Для роботи з коштовним камінням зазвичай використовується лупа-триплет — лупа з комбінацією з трьох збільшувальних скелець. У ґемології використовується лупа-триплет десятиразового збільшення з виправленими сферичними і хроматичними спотвореннями. Лупа-лінійка — лупа десятиразового збільшення з вимірювальною шкалою. Вона використовувана для оцінки лінійних розмірів.

### Філателія
Лупа широко застосовується філателістами. Для розглядання дрібних деталей малюнка достатньо 3-4-кратної лупи. Для визначення способів друку, форм растру необхідна 10-12-кратна лупа (текстильна). Найпопулярніші серед філателістів складні лупи. Деякі користуються бінокулярними хірургічними лупами, які вмонтовані у закріплений на голові козирок, що звільняє руки.
|                               |  |
| Філателістична лупа та пінцет |  |

## Виробництво
За класифікацією видів економічної діяльності (КВЕД) виробництво оптичних приладів належить до класу 33.40.0.